# District de Chongchuan
Le district de Chongchuan (崇川区 ; pinyin : Chóngchuān Qū) est une subdivision administrative de la province du Jiangsu en Chine. Il est placé sous la juridiction de la ville-préfecture de Nantong.